# Anatole Litvak
Mihail Anatol Litwak OBE (în rusă Михаил Анато́ль Литва́к; n. 10 mai 1902, Kiev, gubernia Kiev⁠(d), Imperiul Rus – d. 15 decembrie 1974, Neuilly-sur-Seine, Région parisienne, Franța), mai bine cunoscut ca Anatole Litvak în Occident, a fost un regizor de film născut în Ucraina lituaniano-american. 
El a scris, regizat și produs diferite filme în mai multe țări și limbi. A început să studieze cinematografia la 13 ani la Petrograd, în Imperiul Rus (acum Sankt Petersburg).

## Filmografie
- 1923 Tatiana (Татьяна)
- 1930 Dolly face carieră (Dolly Gets Ahead)
- 1931 Calais-Dover
- 1931 No More Love
- 1932 The Song of Night
- 1932 Tell Me Tonight
- 1933 Canalia (Cette vieille canaille)
- 1933 Expresul dragostei (Sleeping Car)
- 1935 Echipajul (L'Équipage)
- 1936 Mayerling
- 1937 Echipa de onoare (The Woman I Love)
- 1937 Tovarich
- 1938 Dubla existență a doctorului Clitterhouse (The Amazing Dr. Clitterhouse)
- 1938 N-am să te uit niciodată (The Sisters)
- 1939 Mărturisirile unui spion nazist (Confessions of a Nazi Spy)

- 1940 Castle on the Hudson
- 1940 Iubirea lor (All This, and Heaven Too)
- 1940 Un oraș de cucerit (City for Conquest)
- 1941 Out of the Fog
- 1941 Blues in the Night
- 1942 Mai presus de orice (This Above All)
- 1947 The Long Night
- 1948 Regret, ați greșit numărul (Sorry, Wrong Number)
- 1948 Groapa cu șerpi (The Snake Pit)

- 1951 Decizie înainte de zori (Decision Before Dawn)
- 1953 Act de iubire (Act of Love)
- 1955 Adânca mare albastră (The Deep Blue Sea)
- 1956 Anastasia
- 1957 Mayerling (film TV)
- 1959 Călătoria (The Journey)

- 1961 Vă place Brahms? (Goodbye Again)
- 1962 A treia dimensiune (Five Miles to Midnight)
- 1967 Noaptea generalilor (The Night of the Generals)
- 1970 Doamna din automobil cu ochelari și pușcă (The Lady in the Car with Glasses and a Gun)